# Георге Леуке
Георге Леуке (молд.  Gheorghe Leucă; нар. 22 травня 1957, Мілешті, Ніспоренський район, Молдова) — молдавський дипломат. Постійний представник Молдови при ООН (з 2021).

## Біографія
Народився 22 травня 1957 року в Мілешті Ніспоренського району Республіки Молдова. Пан Леуке має ступінь магістра міжнародного права в Державному університеті Молдови в Кишиневі та з міжнародних відносин у Національній школі політичних і державних досліджень у Бухаресті, Румунія. Він також закінчив факультет журналістики Молдовського державного університету.
На початку своєї кар'єри пан Леуке був заступником директора Відділу Організації Об'єднаних Націй та спеціалізованих установ міністерства закордонних справ з 1998 по 1999 рік і першим секретарем Постійного представництва своєї країни при Організації Об'єднаних Націй з 1995 по 1998 рік.
Пан Леука був заступником постійного представника при ООН з 2009 по 2012 рік; Директор Відділу ООН та спеціалізованих установ МЗС з 2007 по 2009 роки; та начальник адміністративного відділу та операційний менеджер Управління Організації Об'єднаних Націй/Програми розвитку ООН у Республіці Молдова з 1999 по 2007 рік.
Пан Леука був заступником постійного представника при ООН з 2009 по 2012 рік; Директор Відділу ООН та спеціалізованих установ МЗС з 2007 по 2009 роки; та начальник адміністративного відділу та операційний менеджер Управління Організації Об'єднаних Націй/Програми розвитку ООН у Республіці Молдова з 1999 по 2007 рік.
Він був послом своєї країни в Азербайджані, а також одночасно в Грузії, Ірані та Індії з 2016 по 2019 рік, а також заступником генерального директора Департаменту багатостороннього співробітництва в МЗС з 2012 по 2016 рік.
До свого останнього призначення пан Леуке був послом із особливих особливих особливих особливих питань у Міністерстві закордонних справ та європейської інтеграції з серпня по жовтень 2021 року, раніше був призначений держсекретарем цього ж міністерства у 2019 році.
З 18 листопада 2021 року — постійний представник Республіки Молдова при ООН, вручив вірчі грамоти Генеральному секретарю ООН Антоніу Гутеррішу.